# Badger Pass Ski Area
La Badger Pass Ski Area, ou Yosemite Ski & Snowboard Area pendant quelques années, est une station de sports d'hiver américaine située au sein du parc national de Yosemite, dans le comté de Mariposa, en Californie. Elle est gérée par Aramark.